# 8721 AMOS
أي أم أو أس (ويعرف أيضًا باسم 8721 أي أم أو أس وفق تسمية الكوكب الصغير) (بالإنجليزية: AMOS)‏ هو كويكب ضمن حزام الكويكبات؛ وترتيبه 8721 من حيث الاكتشاف.
اكتُشف هذا الجُرم الفلكي بواسطة Maui Space Surveillance Complex ‏ في 14 يناير 1996، وأُطلق عليه هذا الاسم نسبةً إلى Maui Space Surveillance Complex ‏.

## وصلات خارجية
- 8721 AMOS في قاعدة بيانات مختبر الدفع النفاث لأجرام النظام الشمسي الصغيرة

- الاكتشاف · مخطط المدار ·  العناصر المدارية · المعلمات المادية

- 8721 AMOS على موقع ويكي سكاي: DSS2, SDSS, GALEX, IRAS, Hydrogen α, X-Ray, Astrophoto, Sky Map, Articles and images